# Pyrausta bilineaterminalis
Pyrausta bilineaterminalis là một loài bướm đêm trong họ Crambidae.